# Cantone di Issoudun
Il Cantone di Issoudun è una divisione amministrativa dell'arrondissement di Issoudun.
È stato costituito a seguito della riforma approvata con decreto del 18 febbraio 2014, che ha avuto attuazione dopo le elezioni dipartimentali del 2015.

## Composizione
Comprende i 6 comuni di:
- Les Bordes
- Chouday
- Issoudun
- Migny
- Saint-Georges-sur-Arnon
- Ségry